# Morten Werner
Morten Eduard Werner, född 6 augusti 1949, är en norsk företagsledare bosatt i Stockholm, Sverige. Han är verkställande direktör och koncernchef för Poolia sedan 1 februari 2014  samt ledamot för Fastighetsbolaget Sjöhuset i Brevik AB.
Morten Werner har tidigare varit verksam som VD för Feelgood Svenska AB, Hjelp 24 Pandora och Hasselfors Garden AB.

## Karriär
Morten Werner blev 1970 anställd på marknadsforskningsavdelningen på Shell i Hamburg (Tyskland). Mellan 1971 och 1972 var han verksam på Norsk-Amerikanska Handelskammaren i New York och 1973 inleddes studier vid University of Southern California och tog examen i ’Master of Business Administration (MBA).
Under perioden 1975-1980 arbetade Morten Werner för Citibank i New York och fick placering i bland annat Aten (Grekland). Huvudsakligt uppdrag skedde inom rederinäringen och 1980-1982 tog Morten tjänsten som finansdirektör på det grekiska rederiet Quincy Marine Ltd. 1982 flyttade han till Monte Carlo för en tjänst inom det italienska investmentbolaget The Vlasov Group (numera V-Ships).
Sedan 1984 har Morten Werner arbetat i huvudsak på konsultbasis.

## Fritid
Morten Werner är seglare med en 5:e plats i Gotland Runt (ÅF Offshore Race) med båten 'Joint Venture' som bästa placering.

## Familj
Morten Werner är sedan 1982 gift med Kristina Werner  och tillsammans har de två barn.